# Seven (álbum)
Seven —en español: «siete»— es el séptimo álbum de estudio de la banda japonesa 12012. Fue lanzado el 14 de julio de 2010, en dos versiones: una edición limitada que venía con 13 pistas y un DVD adicional que contenía tres vídeos promocionales. Y una edición regular que incluía como pista adicional la canción «One Step».
Alcanzó el puesto 48 en la lista del Oricon Style Albums Weekly Chart.

## Lista de canciones
| Edición Regular (CD) |                                                                     |          |  |
| N.º                  | Título                                                              | Duración |  |
| 1.                   | «Sadness»                                                           |          |  |
| 2.                   | «Just The Way You Are»                                              |          |  |
| 3.                   | «Gossamer»                                                          |          |  |
| 4.                   | «薄紅と雨»                                                          |          |  |
| 5.                   | «Last Train»                                                        |          |  |
| 6.                   | «配られたカードで勝負するしかないのさ、それがどういう意味であれ...» |          |  |
| 7.                   | «Birthday Party of Secret Room»                                     |          |  |
| 8.                   | «M»                                                                 |          |  |
| 9.                   | «瑠璃»                                                              |          |  |
| 10.                  | «Tattoo»                                                            |          |  |
| 11.                  | «mayakashi»                                                         |          |  |
| 12.                  | «The Pain of Catastrophe»                                           |          |  |
| 13.                  | «One Step»                                                          |          |  |
| 14.                  | «Confession»                                                        |          |  |

| Edición Limitada (CD) |                                                                     |          |  |
| N.º                   | Título                                                              | Duración |  |
| 1.                    | «Sadness»                                                           |          |  |
| 2.                    | «Just The Way You Are»                                              |          |  |
| 3.                    | «Gossamer»                                                          |          |  |
| 4.                    | «薄紅と雨»                                                          |          |  |
| 5.                    | «Last Train»                                                        |          |  |
| 6.                    | «配られたカードで勝負するしかないのさ、それがどういう意味であれ...» |          |  |
| 7.                    | «Birthday Party of Secret Room»                                     |          |  |
| 8.                    | «M»                                                                 |          |  |
| 9.                    | «瑠璃»                                                              |          |  |
| 10.                   | «Tattoo»                                                            |          |  |
| 11.                   | «mayakashi»                                                         |          |  |
| 12.                   | «The Pain of Catastrophe»                                           |          |  |
| 13.                   | «Confession»                                                        |          |  |

| Edición Limitada (DVD) |                                           |          |  |
| N.º                    | Título                                    | Duración |  |
| 1.                     | «Tattoo» (PV)                             |          |  |
| 2.                     | «The Pain of Catastrophe» (PV)            |          |  |
| 3.                     | «Sadness 〜 Just The Way You Are...» (PV) |          |  |